# Gryllacris uvarovi
Gryllacris uvarovi är en insektsart som beskrevs av Heinrich Hugo Karny 1926. Gryllacris uvarovi ingår i släktet Gryllacris och familjen Gryllacrididae. Inga underarter finns listade i Catalogue of Life.